# ۹۰۰۰۰ (عدد)
۹۰۰۰۰ به حروف نَوَد هزار عدد طبیعی است که بعد از ۸۹۹۹۹ و قبل از ۹۰۰۰۱ قرار دارد.